# Castello d'Arc-en-Barrois
Il castello d'Arc-en-Barrois è un castello situato nel comune di Arc-en-Barrois, nel dipartimento dell'Haute-Marne, a 24 km da Chaumont ed a 15 km dall'uscita dell'A5 Chaumont-Semoutiers.

## Storia
La storia della proprietà dove attualmente sorge il castello, ha origini molto antiche. La prima citazione di queste terre è nel 1239 quando morì Isabelle de Dreux, signora di d'Arc-en Barrois e sposa diHugues, nato c. 1125 e morto nel 1199, signore di Broyes,
Un suo parente, Simon de Châteauvillain, morto nel 1305, fu signore d'Arc-en-Barrois e sposò Marie de Dampierre. Nel corso dei secoli il castello passò attraverso una serie di proprietari di prestigio: nel 1622 a Nicolas de L'Hospital, duca di Vitry, il cui figlio lo vendette nel 1679 al conte de Morstein che a sua volta lo cedette nel 1693 a Luigi Alessandro di Borbone, conte di Tolosa. Suo figlio, Luigi Giovanni Maria di Borbone, duca di Penthièvre, ereditò il possedimento. 

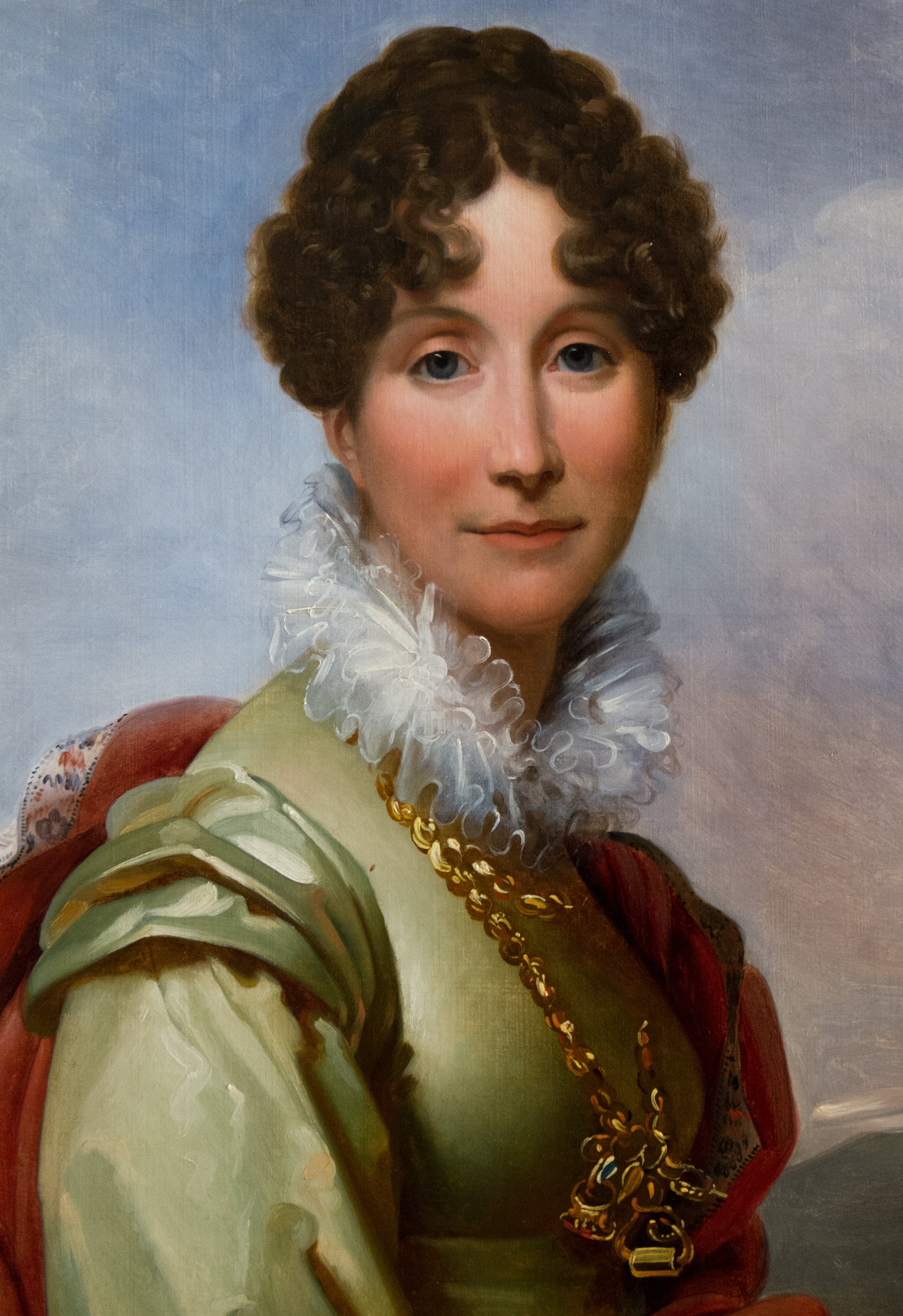
Ritratto di Adelaide d'Orléans, patrona della costruzione dell'attuale castello

La Rivoluzione francese prese d'assalto il castello e lo rase al suolo nel 1793, ma la proprietà con la Restaurazione tornò nel 1814 alla figlia del duca di Penthièvre, Luisa Maria Adelaide di Borbone, che nel 1769 aveva sposato Luigi Filippo, duca d'Orléans. La figlia di quest'ultimo, Adelaide d'Orléans (sorella di Luigi Filippo di Francia) ereditò questo terreno con le rovine dell'antico castello e si impegnò a ricostruirlo. Ella lo legò quindi a suo figlio, il principe di Joinville. Nel 1900, suo figlio Pietro, duca di Penthièvre lo ereditò. Questi abitò il castello e lo mise a disposizione per curare i feriti del fronte di Verdun e delle Argonne durante la prima guerra mondiale. Qui egli morì celibe nel 1919. Il castello d'Arc en Barrois e le sue terre passarono quindi a suo nipote, Giovanni d'Orléans, « duca di Guisa ». Nel 1940, al momento della morte del « duca di Guisa », Arc en Barrois venne diviso in proprietà tra i suoi quattro figli: Isabella, contessa Bruno d'Harcourt, Francesca, principessa di Grecia, Anna, duchessa d'Aosta e Enrico, « conte di Parigi ». Il castello venne venduta nel 1971 e venne quindi separata dalle terre del castello stesso. Dalla metà degli anni settanta sino al 2006 l'abitazione è stata utilizzata come hotel da proprietari francesi, giapponesi e olandesi. Nel 2010 il castello è stato trasformato in una casa di vacanze privata per una società danese.

## Architettura
Come si è detto, il castello attuale è stato eretto nelle forme oggi visibili a partire dal 1845 per merito della principessa Adelaide d'Orléans.
Delle epoche precedenti è rimasto solo il grande scalone interno, risalente al XVII quando proprietario del complesso era divenuto Nicolas de L'Hospital, ed il giardino all'inglese che risale invece al XVIII secolo.

## Galleria d'immagini

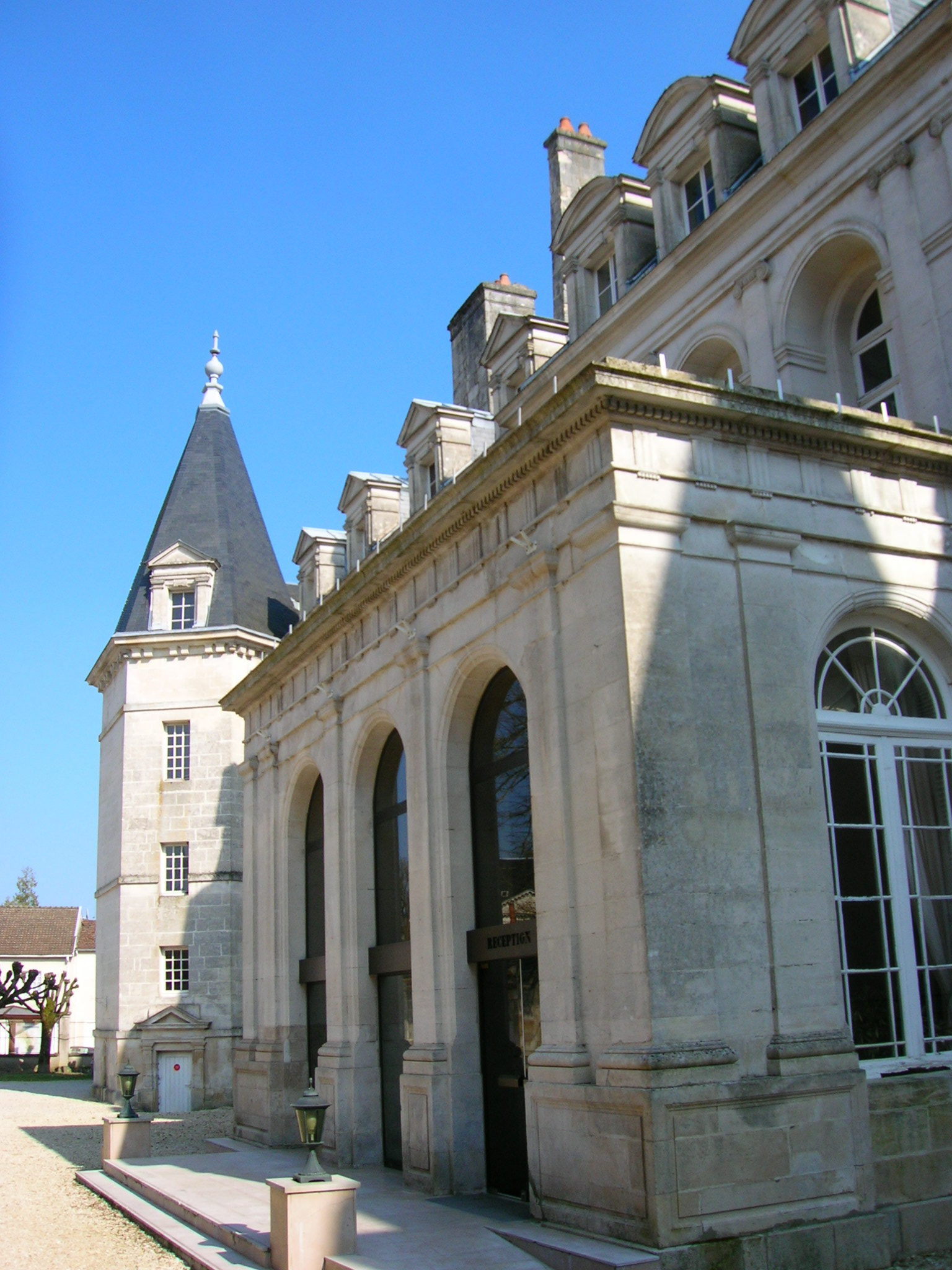
Entrata al castello
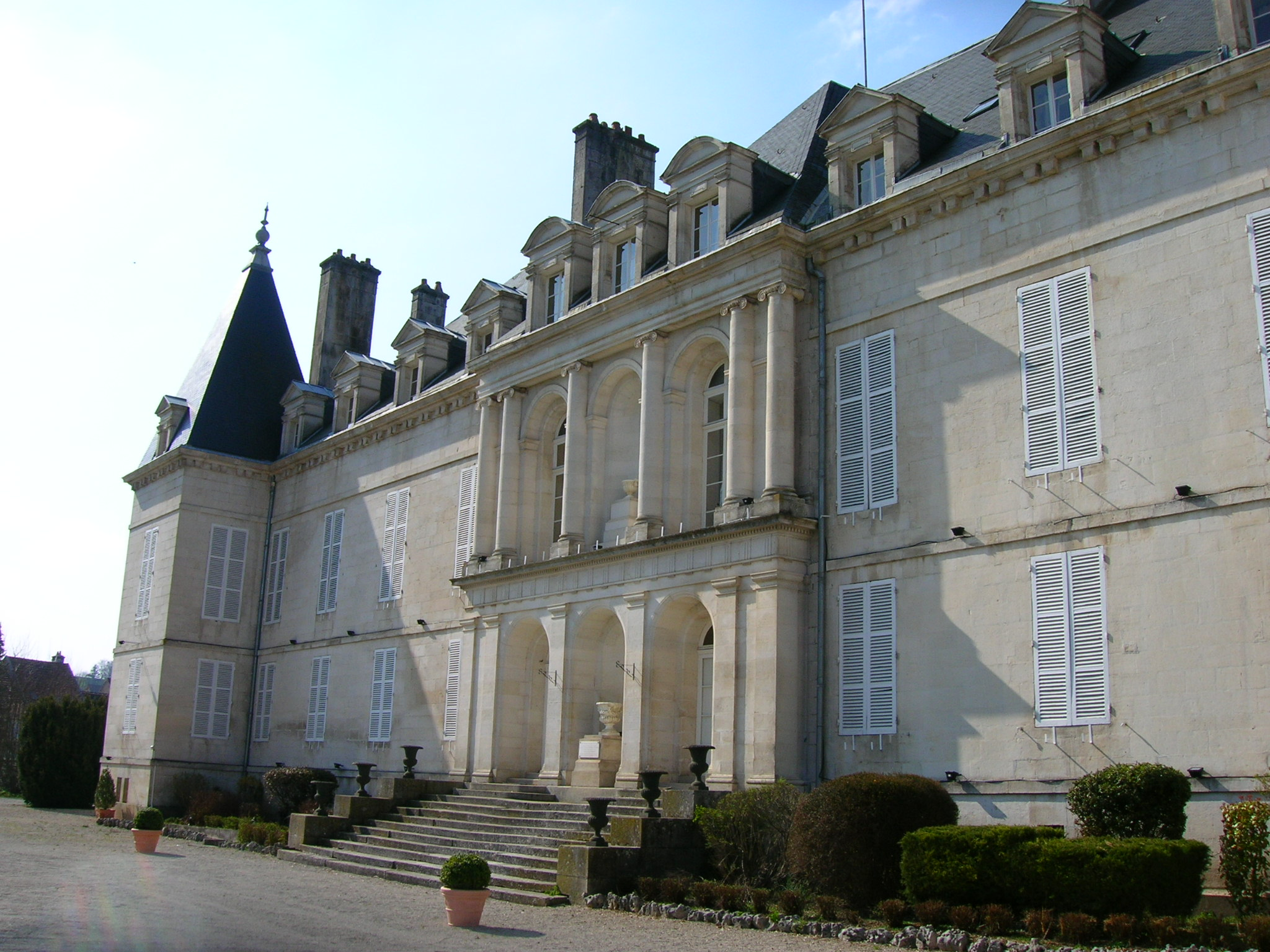
Il fronte del parco
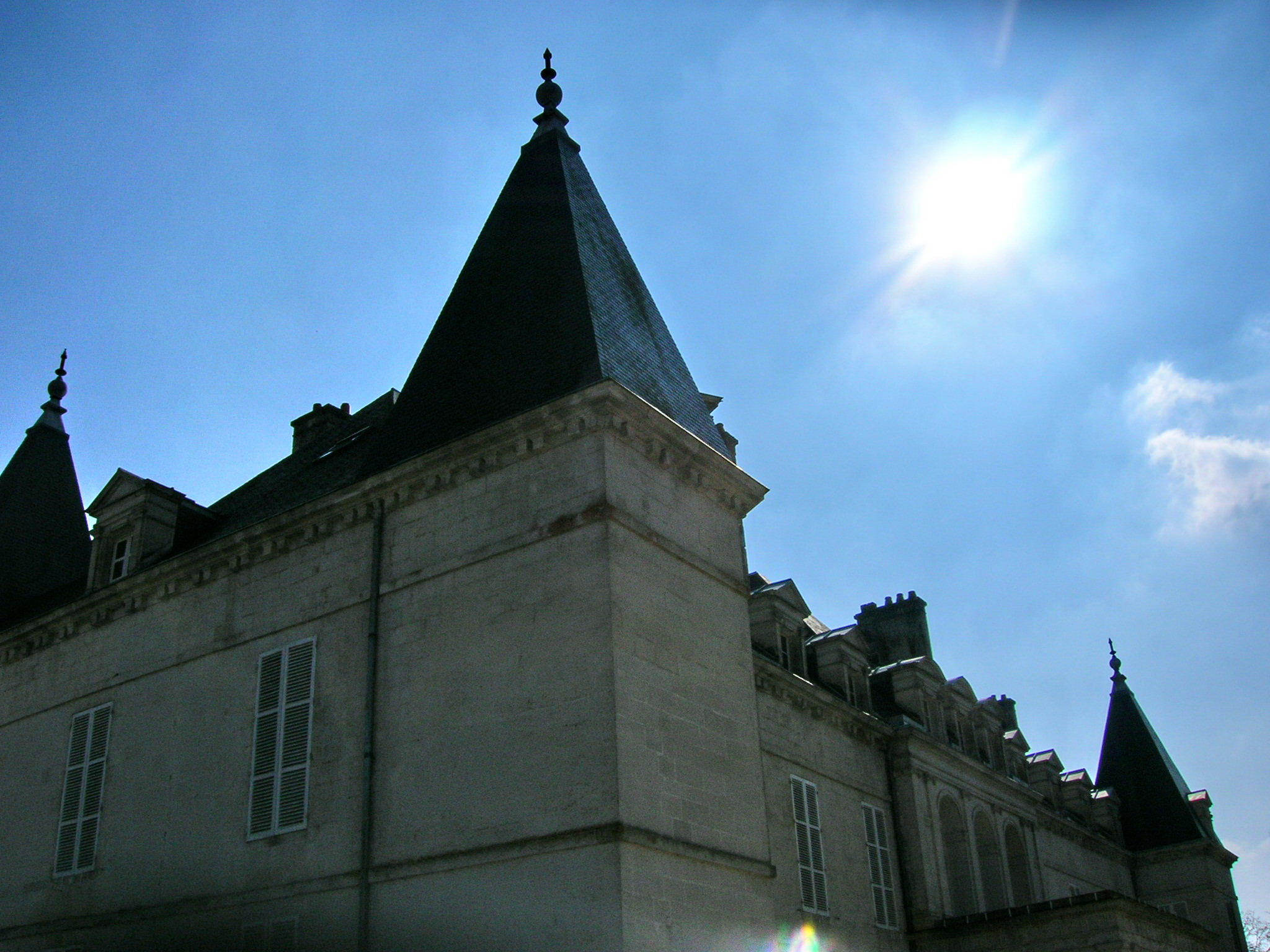
Il castello d'Arc-en-Barrois